# Штумп, Нильс
Нильс Штумп (нем. Nils Stump; род. 12 апреля 1997, Устер) — швейцарский дзюдоист, выступающий в весовой категории до 73 кг. Чемпион мира 2023 года. Бронзовый призёр чемпионата Европы 2021 года и чемпионата мира 2024 года. Участник летних Олимпийских игр 2020 года.

Первый швейцарский чемпион мира по дзюдо.

## Биография
Нильс Штумп родился 12 апреля 1997 года. Тренировался в Клубе дзюдо Устер

## Карьера
На взрослом чемпионате Европы 2021 года, который состоялся в Лиссабоне, стал обладателем бронзовой медали. В поединке за третье место одолел соперника из  Италии Джованни Эспозито. 
В 2021 году принимал участие в летних Олимпийских играх в Токио. В первом же раунде уступил спортсмену из Косово Акилу Гякову. 
В 2022 году стал победителем турнира Большого шлема в Абу-Даби. В 2023 году выиграл турнир Большого шлема в Тель-Авиве.  
На чемпионате мира 2023 года, который состоялся в Дохе, швейцарский спортсмен завоевал чемпионский титул. В финале он сумел победить спортсмена из Италии Мануэля Ломбардо. 
Весной 2024 года на предолимпийском чемпионате мира, который состоялся в Объединённых Арабских Эмиратах, Нильс завоевал бронзовую медаль. В поединке за третье место он одолел соперника из Германии Игоря Вандтке. 